# Sanusi Turay
Sanusi Turay (* 14. April 1968) ist ein ehemaliger sierra-leonischer Sprinter. 
Turay trat bei den Olympischen Sommerspielen 1992 und 1996 im 100-Meter-Lauf an. Zudem nahm er bei den Leichtathletik-Hallenweltmeisterschaften 1991, 1993, 1995 und 1999 über die 60 Meter teil.
Seine größten sportlichen Erfolge waren der Gewinn der Silbermedaille bei den Afrikaspielen 1991 sowie 1995 mit der 4-mal-100-Meter-Staffel.

## Bestleistungen
- 60 m (Halle): 6,70 s, 1999, Birmingham
- 100 m: 10,25 s, 1996, Athen